# 伊菲革涅亞在奧利斯
伊菲革涅亚在奥利斯是古希腊剧作家欧里庇得斯现存的最后一部剧作品，该剧在公元前408至406年（欧里庇得斯逝世之年）间编写，并于逝世次年被他的儿子或侄子“小欧里庇得斯”首次演出。
该剧描述了巨人之眼之城的王阿伽門農帶領聯軍出征特洛伊，然而軍隊在奧利斯受阻，請示當地狩獵女神之後，先知表示應當活人獻祭，且獻祭者就應該是阿伽門農之女，伊菲革涅亞。